# Wharton (Nueva Jersey)
Wharton es un borough ubicado en el condado de Morris en el estado estadounidense de Nueva Jersey. En el año 2010 tenía una población de 6,522 habitantes y una densidad poblacional de 3,800 personas por km².

## Geografía
Wharton se encuentra ubicado en las coordenadas 40°55′58″N 74°34′55″O / 40.93278, -74.58194.

## Demografía
Según la Oficina del Censo en 2000 los ingresos medios por hogar en la localidad eran de $56,580 y los ingresos medios por familia eran $64,957. Los hombres tenían unos ingresos medios de $42,311 frente a los $36,016 para las mujeres. La renta per cápita para la localidad era de $25,168. Alrededor del 8.3% de la población estaba por debajo del umbral de pobreza.